# GMHC
GMHC(Gay Men's Health Crisis, 남성 동성애자 건강 위기 지원센터)는 "에이즈 전염병을 종식시키고 영향을 받는 모든 사람들의 삶을 향상"시키는 것을 목적으로 하는 미국 뉴욕시에 본사를 둔 비영리 단체이다.